# Delegació per a l'Adopció d'una Llengua Auxiliar Internacional
La Delegació per a l'Adopció d'una Llengua Auxiliar Internacional (en francès, Délégation pour l'Adoption d'une Langue Auxiliaire Internationale) va ser constituïda per un grup d'acadèmics que es van reunir a principis del segle XX per a decidir quina de totes les llengües auxiliars internacionals s'havia de triar per a emprar-la de manera internacional. La decisió final del comitè encarregat de la Delegació va ser la d'adoptar l'esperanto com a llengua auxiliar internacional, però amb unes certes reformes. El resultat d'aquestes reformes a l'esperanto, realitzades infringint les regles de la Delegació, és el que avui dia es coneix com ido.